# Гечев, Михаил
Михаи́л Ге́чев (рум. Mihail Ghecev; род. 5 ноября 1997, Леова) — молдавский футболист, полузащитник клуба «Шериф». Выступал за сборную Молдовы.

## Клубная карьера
Взрослую футбольную карьеру начал в «Сфынтул Георге», в футболке которого дебютировал 9 июля 2017 года в проигранном (0:1) поединке Национального дивизиона Молдавии против кишинёвской «Дачии». Михаил вышел на поле на 55-й минуте, заменив Сергиу Истрати. Дебютным голом во взрослом футболе отличился 29 сентября 2017 на 41-й минуте победного (2:1) выездного поединка 12-го тура Национального дивизиона против «Петрокуба». Михаил вышел на поле в стартовом составе, а на 55-й минуте его заменил Артём Забун. В команде отыграл два сезона. С августа по октябрь 2018 выступал в аренде за «Петрокуб».
В начале марта 2019 присоединился к «Шерифу». Однако в команде отыграл только сезон 2019 года, в котором провел 7 матчей (2 гола) в Национальном дивизионе. Затем снова выступал за «Сфынтул Георге», но уже в статусе арендованного игрока. С февраля по март 2021 находился в заявке юрмальского «Ноа», но за латвийский клуб не сыграл ни одного официального матча.
17 июля 2021 года перешел в «Верес». В футболке ровенского клуба дебютировал 24 июля 2021 в ничейном (0:0) домашнем поединке 1-го тура Премьер-лиги против ковалёвского «Колоса». Гечев вышел на поле на 89-й минуте, заменив Геннадия Пасича.
В феврале 2024 года футболист перешёл в «Шериф».

## Карьера в сборной
В футболке национальной сборной Молдавии дебютировал 10 сентября 2019 в проигранном (0:4) поединке квалификации чемпионата Европы 2020 против Турции. Михаил вышел на поле на 81-й минуте, заменив Артура Ионицэ.

## Достижения
«Шериф»
- Чемпион Молдавии: 2019
- Обладатель Кубка Молдавии: 2018/19

«Сфынтул Георге»
- Обладатель Кубка Молдавии: 2020/21
- Обладатель Суперкубка Молдавии: 2021